# アカムツ

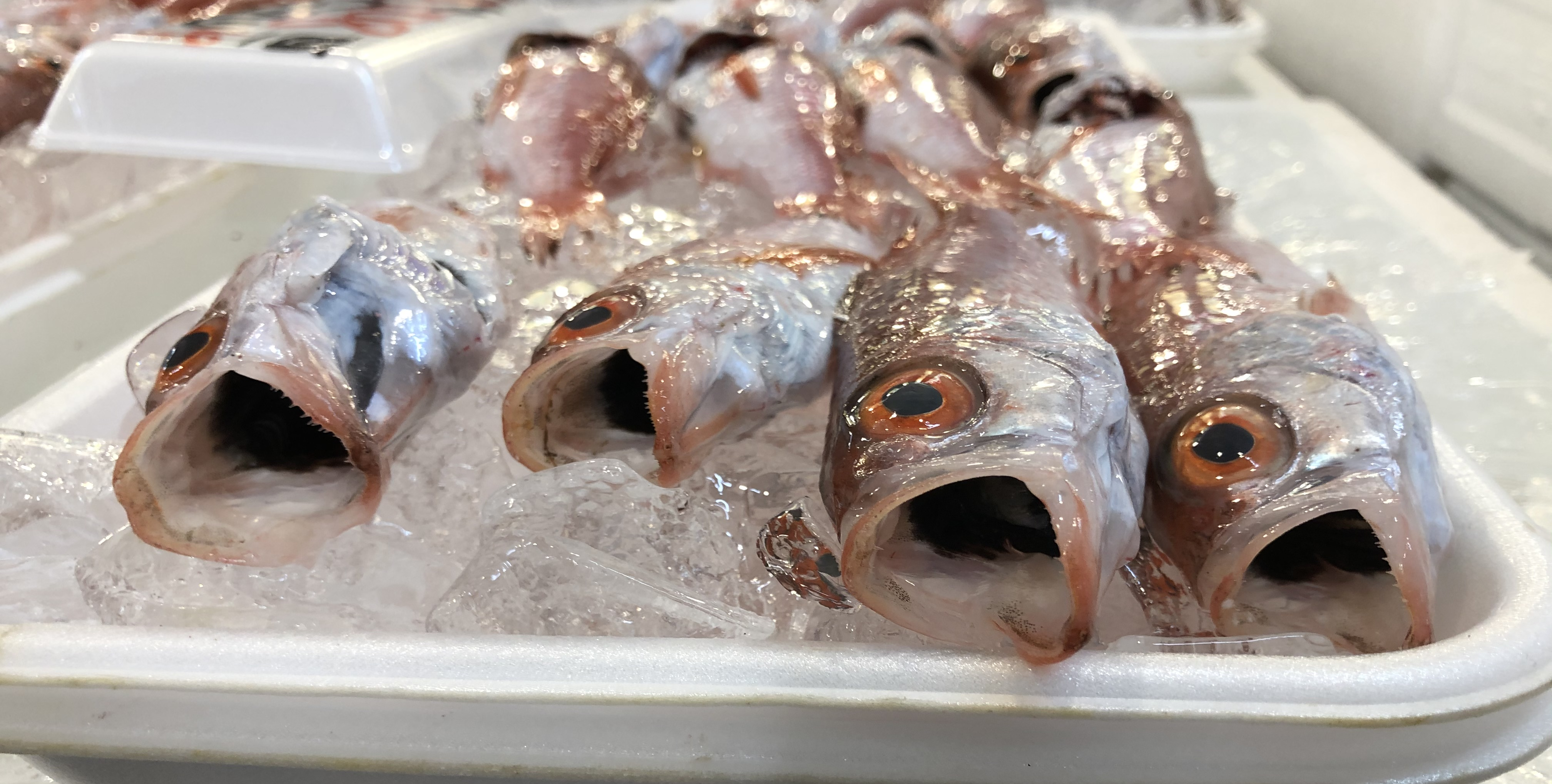
ノドグロの名の由来となった黒い口内

アカムツ（赤鯥、学名：Doederleinia berycoides）とは、スズキ目スズキ亜目ホタルジャコ科に属する暖海性魚類である。スズキ科とする分類もある。別名はノドグロ（喉黒）。
なお、スズキ目ムツ科のムツとは別種であり、両顎に犬歯がない。

## 特徴
大きいもので全長約40cm。体型は楕円形で、側偏する。背側の体色は赤紅色で、腹側は銀白色。櫛鱗をもつ。
口の奥の喉が黒いので、「ノドグロ」の名がある。他にもメキン、ギョウスン、キンギョウオなどの呼称がある。
甲殻類やイカなどを捕食し、6月から10月にかけて産卵する。

### 分布
太平洋西部、日本から東南アジア、オーストラリアまで分布しており、日本では関東より南の太平洋や、新潟、九州の海に生息している。

### 生態
水深100 - 200mに生息する。主に砂底を住居としている。小魚や甲殻類を食べる。

## 利用

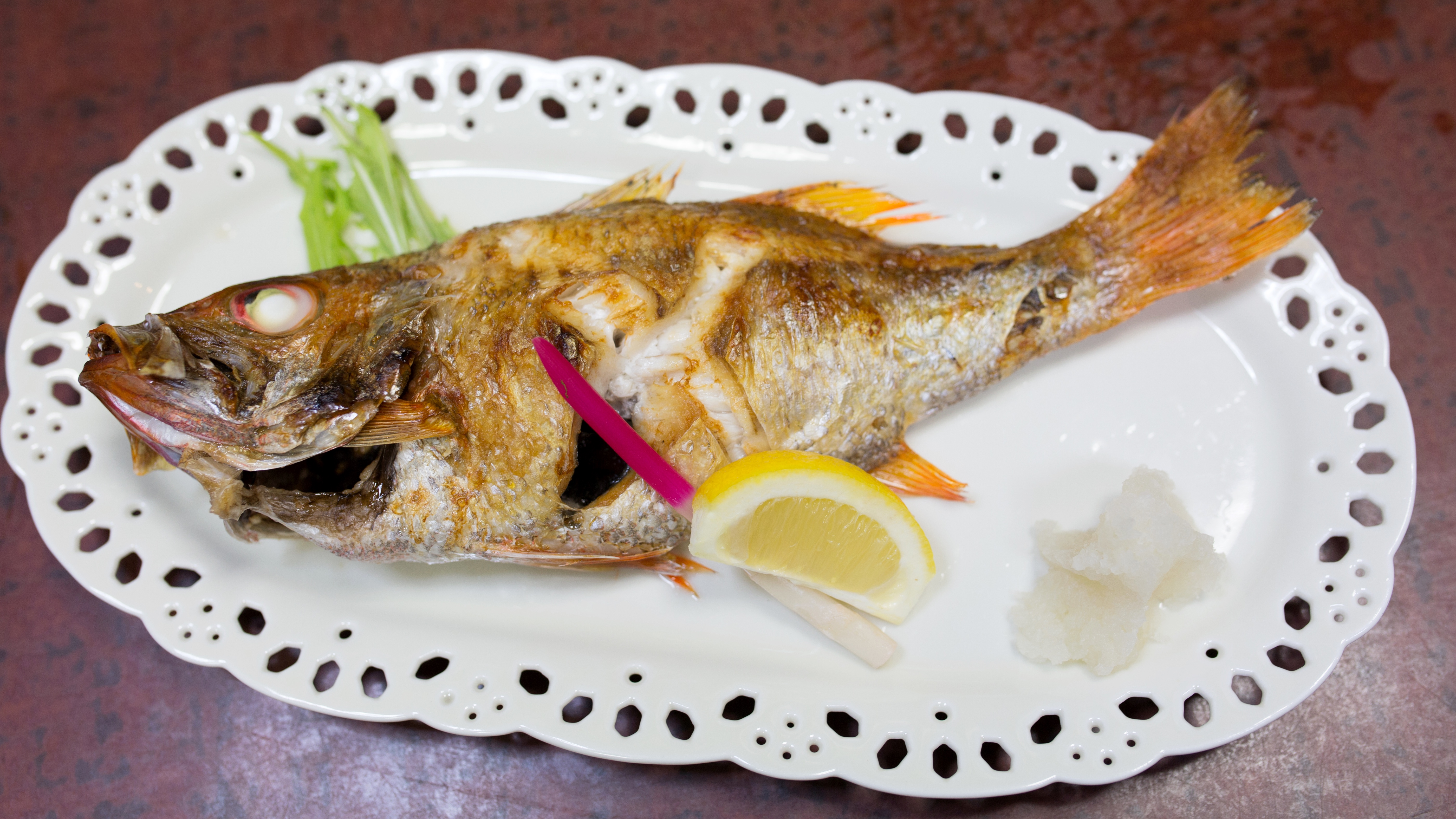
ノドグロの塩焼き

佐渡、富山県、石川県、島根県などの北陸・山陰地方では2014年頃から徐々に高級魚として扱われる様になり、島根県浜田市では「ノドグロ」の名称で市の魚にも指定されている。鮮度の維持できる物流の一般化にともなって、他の地域でもその存在が知られるようになってきた。味は独特だが上品な味わいで、焼いても煮ても美味。「白身のトロ」などと称されることもある。高級魚としてグルメ番組などでも採り上げられる傾向にあり、値崩れすることはほとんどない。
季節を問わず脂が乗っており、都市部を中心に日本各地で人気がある。大型のものは1万円で取引され、水温の変化や餌のプランクトンの増減などの条件に漁獲量が影響されやすい。2013年11月、水産総合研究センターはアカムツの稚魚育成に成功し、安定供給や資源保全への期待がかかっている。